# Paul Sills
Paul Sills (18 de novembro de 1927 - † 2 de Junho de 2008) foi diretor e professor de teatro de improvisação em Chicago, foi também fundador das seguintes companhias teatrais The Second City, Playwrights and Compass Players. No Brasil é conhecido por sua co-autoria no método de jogos teatrais difundido por Viola Spolin.
Paul é filho de Viola Spolin, autora do primeiro livro sobre as técnicas de improvisação teatral (no Brasil Improvisação para o Teatro), crescendo no meio das experiências educativas de sua mãe. Viola Spolin, por sua vez, foi estudante da educadora, terapeuta e especialista em jogos Neva Boyd.
Em 1948 Paul ingressa na University of Chicago, onde se estabelece como diretor e fundador de um dos primeiros grupos teatrais desta Universidade, onde misturava os jogos teatrais e as técnicas de teatro improvisacional, desenvolvidos e acompanhados por sua mãe, com métodos usuais no teatro profissional, principalmente Stanislavski e Brecht.
Sills e David Shepherd fundaram Compass Players (Atores do Compasso) em 1955, a primeira companhia de teatro improvisacional dos Estados Unidos.
Sills, com seus amigos Bernard Sahlins e Howard Alk, abre um clube noturno, chamado The Second City (Segunda Cidade, uma ironia com Nova York, que seria a primeira cidade em teatro), onde ele atuou como diretor de 1959 a 1965.
Paul foi também criador do Story Theatre (Teatro de Histórias) em julho de 1968, que apresenta-se também em Nova York nos teatros da Broadway e Off-Broadway. Sills foi também um dos fundadores do The Game Theatre (Teatro de Jogos) iniciado no meio da década de 1960 com sua mãe, onde as apresentações aconteciam com a platéia convidada ao palco para improvisar e, mais recentemente, funda a Sills & Co.
No começo dos anos 1960, Paul e Carol Sills (sua esposa) fundam a Second City Parents School (Escola de Pais da Segunda Cidade), uma escola para filhos e amigos da companhia, cujo curriculo era fundamentado nas teorias de Spolin. A Escola funcionou por quase vinte anos em Chicago.
Paul Sills é considerado o pai da comédia improvisacional, tendo influenciado, junto com Viola Spolin, muitos atores e atrizes que atuam hoje no cinema e na televisão, em programas como "Saturday Night Live". Atores e atrizes de Hollywood comparam seu trabalho improvisacional na preparação de atores com o de Lee Strasberg
Sills morreu em sua casa no porto de Baileys em Wisconsin, de complicações de pneumonia.